# Verbena tenera
Verbena tenera — вид трав'янистих рослин родини Вербенові (Verbenaceae), поширений у пд. Бразилії, пн. Аргентині, Уругваї, Парагваї.

## Опис
Розпростерта трава, стебла лежачі з висхідними квітковими гілками, запушеність: короткі жорсткі притиснуті волоски. Листки коротко черешкові, черешок менше 10 мм, листові пластини 15–20 × 15 мм, від 3- чи 5- розсічених до двічіперисторозсічених, сегменти від лінійних до вузько-яйцюватих, обидві поверхні з короткими жорсткими притиснутими волосками із залозами на нижній поверхні.
Суцвіття — щільні багатоквіткові колоски, збільшені в плодоношенні. Квіткові приквітки 3.5–4.5 мм, яйцюваті з гострою верхівкою, запушеність: короткі жорсткі притиснуті волоски із залозами. Чашечка довжиною 8–9 мм, вкрита короткими жорсткими притиснутими волосками із залозами, гострі зубчики 1 мм. Віночок фіолетовий, 12–13 мм, зовні безволосий.

## Поширення
Поширений у пд. Бразилії, пн. Аргентині, Уругваї, Парагваї.
Населяє піщані поля, узбіччя, береги струмків і річок, скелясті ділянки, на висотах між рівнем моря і 560 м.